# Andei (canção)
"Andei" é o primeiro single da artista de hip hop brasileira Lurdez da Luz, da sua primeira gravação de estúdio solo, o EP Lurdez da Luz. A música conta com vocal da rapper MC Stefanie, produzida por DJ Mako, e escrita pela própria Lurdez, o produtor Mako e a convidada Stefanie. A canção faz, ainda, citação de 'Andei' de Hermeto Pascoal, tornada mundialmente conhecida pela gravação no álbum 'Open Your Eyes You Can Fly' (1976), de Flora Purim.

## Alinhamento de faixas
| Faixa unitária, inclusa em CD/Download |                           |                                |              |         |  |
| N.º                                    | Título                    | Compositor(es)                 | Produtor(es) | Duração |  |
| 3.                                     | "Andei" (com MC Stefanie) | Lurdes da Luz, Stefanie Garcia | DJ Mako      | 3:24    |  |

## Vídeo musical
O vídeo estreou na MTV Brasil, nas playlists. Foi dirigido por João Solda e pela própria Lurdez, tendo Marcelo Corpanni como diretor de fotografia. Mostra as interpretes andando pelas ruas da cidade de São Paulo, junto a pessoas que vão se aglomerando, até chegarem a um parque, no qual dois DJs se apresentam.

## Referencias
1. ↑  http://www.amazon.com/Lurdez-da-Luz/dp/B003T8UPP0/ref=sr_1_fkmr0_3?ie=UTF8&qid=1298824981&sr=1-3-fkmr0
2. 1 2  http://mais.uol.com.br/view/a2hhyapxhje4/lurdez-da-luz--andei-part-mc-stefanie-04021B3760E49993C6